# ルネッサンス吉田
ルネッサンス吉田（ルネッサンスよしだ、9月29日 - ）は、日本の漫画家。

## 来歴
デビュー作は『OPERA』（2005年）。
デビュー以来ボーイズラブ作品を手がけたが、2013年の『愛を喰らえ!!』は、風俗店長の女性と従業員の男性の関係を描き、第18回文化庁メディア芸術祭マンガ部門の新人賞を受賞した。
2016年の『ひもとくはな』は、風俗店勤務をしながら漫画を書いている女性の物語であり、著者初の自伝的作品となった。

## 作品リスト

### 単行本
- 『茜新地花屋散華』茜新社、2009年4月
- 『甘えんじゃねえよ』茜新社、2009年12月
- 『淋座敷空慰』茜新社、2011年4月
- 『愛を喰らえ!!』太田出版、2013年11月
- 『恋のシャレード』祥伝社、2014年10月
- 『ひもとくはな』講談社、2016年4月
- 『あんたさぁ、』小学館、2018年2月
- 『中年卍』講談社、2019年4月